# رندی گرگ
رندی گرگ (انگلیسی: Randy Gregg؛ زادهٔ ۱۹ فوریهٔ ۱۹۵۶) بازیکن هاکی روی یخ، و پزشک اهل کانادا است.
وی همچنین برندهٔ جوایزی همچون جام استنلی شده‌است.
از باشگاه‌هایی که در آن بازی کرده‌است می‌توان به ونکوور کناکز و ادمونتون اویلرز اشاره کرد.